# Maison de danses
Maison de danses is een Franse dramafilm uit 1931 onder regie van Maurice Tourneur. Het scenario is gebaseerd op de roman La Maison de danses (1904) van de Franse auteur Paul Reboux.

## Verhaal
Estrella is een jonge visvrouw uit Cádiz. Ze besluit om danseres te worden, wanneer ze wordt opgemerkt door Ramon, de eigenaar van een danszaal. Daar wekt ze de jaloezie op van de mannelijke bezoekers. Enkelen van hen doden elkaar, als ze ervandoor gaat met haar vriendje Luisito.

## Rolverdeling
| Acteur              | Personage     |
| ------------------- | ------------- |
| Gaby Morlay         | Estrella      |
| Charles Vanel       | Ramon         |
| Madame Ahnar        | La Tomasa     |
| Edmond Van Daële    | Benito        |
| José Noguéro        | Luisito       |
| Delphine Abdala     |               |
| Madame Sapiani      | Madame        |
| Christiane Tourneur | Amalia        |
| Jules Mondos        | Don Cristobal |
| Raymond Cordy       |               |
| Marcel Maupi        |               |